# Seleção Argentina de Críquete
A Seleção Argentina de Críquete é a equipe que representa a Argentina no críquete internacional. Eles são atualmente um membro associado do Conselho Internacional de Críquete.

## História
Apesar do críquete ser jogado na Argentina desde 1806, sua primeira aparição no críquete internacional foi apenas em 1868, quando a seleção Argentina fez um amistoso contra o Uruguai. Esse embate se repetiu 29 vezes até o início da Segunda Guerra Mundial. Desses confrontos, os argentinos ganharam 21 jogos. Além dos uruguaios, eles enfrentaram o Brasil, em 1888 e logo depois, enfrentaram o Chile em 1893. 

## Críquete de Primeira
A Argentina debutou na extinta Primeira Classe, equivalente a categoria Full Member da ICC, No ano de 1912, contra a MCC. Eles jogaram uma partida da série contra os três visitantes, ganhando o primeiro, mas perdendo o segundo e o terceiro jogo logo em sequência. Nesse período, a seleção era composta, quase exclusivamente, de ingleses expatriados, que eram em sua maioria empregados em estradas de ferro e na agricultura (curiosamente, no Brasil, a maioria dos jogadores também eram ingleses). Entre a Primeira e Segunda Guerra, Os jogos que dominaram foram os entre o time brasileiro e o time argentino, muitos desses, incluídos nos registros de Wisden's Cricket. Os jogos da Primeira Classe foram jogados contra o MCC em 1926/27, XI Sir Cahn Julien's em 1930 e XI Sir Theodore Brinckman's em 1937/38. Os quatro jogos da série contra o MCC terminaram em derrota argentina, duas vitórias ao MCC, uma para a Argentina e um empate. Os jogos da série contra o XI Sir Julien Cahn terminaram com dois empates, XI Cahn venceu a primeira partida, e o XI Brinkman terminou com um empate para cada lado. Esta série foi a última participação da Argentina no críquete de Primeira Classe. Depois dessa participação a argentina passou para a Segunda Classe, que seria hoje dos países associados a ICC. 

## Icc Trophy
Argentina participou do primeiro ICC Trophy em 1979, onde foi eliminado na primeira fase, Em 1982, foram restritos da competição, em razão da Guerra das Malvinas. Em 1986, o time nacional voltou ao torneio.

## Sul Americano de Críquete
Argentina organizou e ganhou o primeiro Campeonato Sul-Americano de Críquete, em 1995, e é a única seleção que esteve presente em todas as edições do campeonato.
Eles também participaram do Campeonato de Críquete das Américas, organizado pela ICC. A primeira edição desse torneio foi disputada em 2000, Nessa edição, os argentinos terminaram em 5º lugar. MCC visitou o torneio novamente em Março de 2001, vencendo os dois jogos.
O país organizou o Campeonato Américas de 2002, terminando em sexto. Enfrentaram o MCC, em turnê do clube inglês, novamente em 2004, empatando a série em 1-1. Mais tarde, naquele ano, a Argentina terminou em 5º no torneio americano. Em 2006, a copa apresentou duas divisões, a Argentina fora colocada na segunda. Eles ganharam a divisão do torneio e foram promovidos a Division One, no Canadá, em agosto, onde terminou na quinta colocação

## Histórico de Torneios

### World Cricket League
- 2007: Terceira Divisão Primeira Fase
- 2007: Segunda Divisão Sexto lugar
- 2009: Terceira Divisão Sexto Lugar

### ICC Trophy
- 1979: Primeira fase
- 1982: Banida do torneio
- 1986: Primeira fase
- 1990: Primeira fase
- 1994: Primeira fase[1]
- 1997: 20th place[2]
- 2001: Primeira fase[3]
- 2005: Não participou

### ICC Americas Championship
- 2000: 5th lugar
- 2002: 6th lugar
- 2004: 5th lugar
- 2006: Division Two winners, 5th place (Division One)